# Suture fronto-lacrymale
La suture fronto-lacrymale est la suture qui relie le processus orbital de l’os frontal au bord supérieur de l’os lacrymal.